# Espenau
Espenau è un comune tedesco di 5 266 abitanti,, situato nel land dell'Assia.